# 蒂莫·許伯斯
蒂莫·貝恩德·許伯斯（德語：Timo Bernd Hübers；1996年7月20日—）是一名德國職業足球運動員，司職後衛，現效力於德甲球會科隆。

## 外部連結
- 蒂莫·許伯斯 （页面存档备份，存于）的德國足球協會球員資料頁面（德文）
- 蒂莫·許伯斯 （页面存档备份，存于）的德國地區足球門戶網站（德语：FuPa）球員資料頁面（德文）